# クリングマンズ・ドーム
クリングマンズ・ドーム(Clingmans DomeまたはClingman's Dome)はアメリカ合衆国南東部、テネシー州とノースカロライナ州にまたがるグレート・スモーキー山脈の一角である。標高6,643フィート (2,025 m)でグレート・スモーキー山脈だけでなく、テネシー州や総延長2,174-マイル (3,499 km)のアパラチアン・トレイルでも最も高い場所である。ミシシッピ川東部において、ここより高いのはノースカロライナ州のミッチェル山(6,684フィート (2,037 m))とクレイグ山(6,647フィート (2,026 m))のみである。
クリングマンズ・ドームはグレート・スモーキー山脈国立公園の一部として保護されている。冬季(12月1日から3月31日まで)は閉鎖される舗装道路はアメリカ国道441号線(ニューファウンド・ギャップ・ロード)に接続する。1959年に建てられたコンクリート製展望台では360度パノラマ風景が一望できる。ここにあるアメリカ合衆国環境保護庁が管理する大気質監視所は北アメリカで二番目に高い。
トウヒモミによる森林がこの地域に広がっている。

## 名前の由来
通説によると、チェロキー・インディアンの間では『クワヒ』(クワ生息地)という名で、入植者の間では『スモーキー・ドーム』という名で呼ばれていた。1859年、アーノルド・ギュイヨにより、1850年代に一帯を大規模に探索し、長年発展に貢献した同国人で南北戦争将官のトーマス・ラニエ・クリングマン(1812年～1897年)にちなんで改名された。クリングマンとノースカロライナ大学教授のエリシャ・ミッチェルによって標高に関する議論がなされた。クリングマンはスモーキー・ドーム、ミッチェルはブラック・ドーム(現ミッチェル山)が高いとそれぞれ主張した。ギュイヨはスモーキー・ドームよりブラック・ドームの方が39フィート (12 m)高いとしていたが、クリングマンの主張にちなみ、『クリングマンズ・ドーム』となった。

## 地質

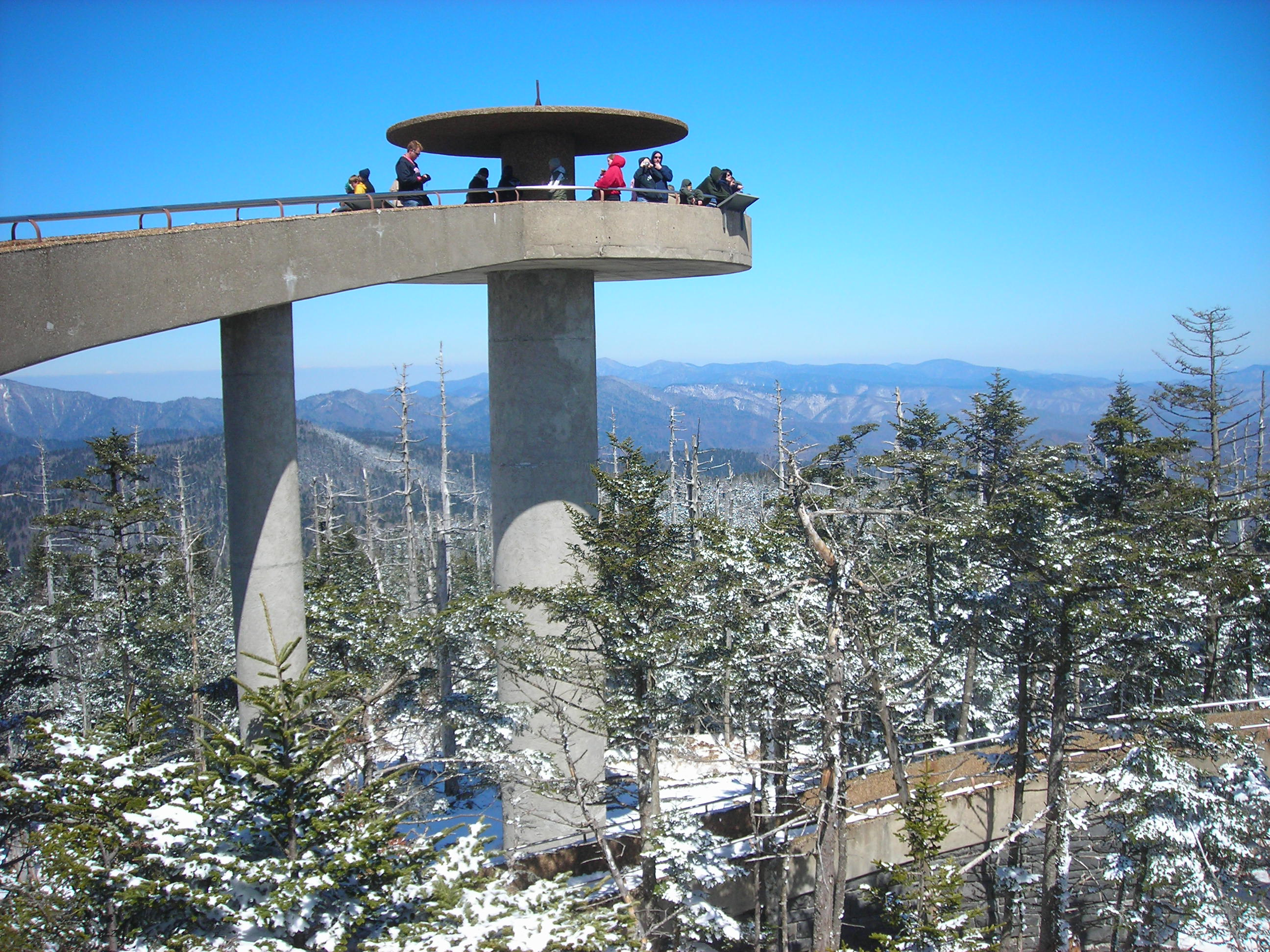
クリングマンズ・ドームの展望塔

グレート・スモーキーの大部分同様クリングマンズ・ドームは軽微に変質した堆積岩(主に砂岩)で形成され、オコイー超群の一部として知られている。これらの岩石は約10億年前の海の堆積物が元になっている。この山の大部分が密生した低木層で覆われているがこの型の岩石が多く存在しクリングマンズ・ドーム道の終点であるフォーニー・リッジ駐車場には巨岩石層がある。この山の歴史が何年に渡るか正確な数字は定かではないが、アレガニー造山運動によると約2～3億年前に形成された世界最古の山ということになっている。
クリングマンズ・ドームには西に6,560-フート (2,000 m)のバックレイ山、東に6,400-フート (1,950 m)のラヴ山の2つの頂上がある。北の坂からリトル川、南の坂からフォーニー川とノーランド川(共にトゥカセギー川の支流)など、クリングマンズ・ドームの坂からいくつかの川の源流が始まっており、さらにテネシー川の分岐点もある。

## 交通

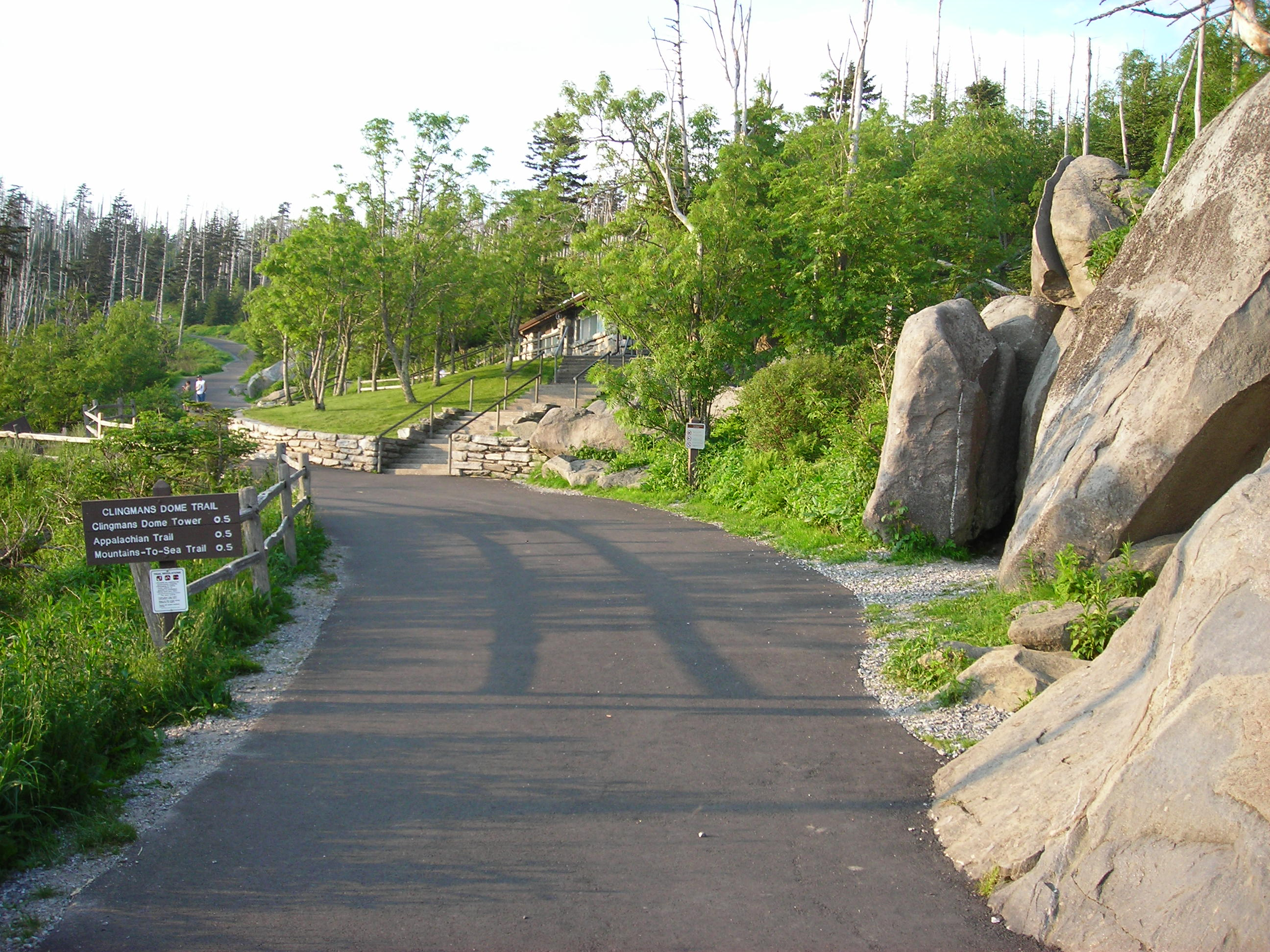
クリングマンズ・ドームの登山口

クリングマンズ・ドームはグレート・スモーキー山脈国立公園の中で頂上に行くのに最も交通の便が良い場所である。12月1日から3月31日までは閉鎖される。7-マイル (11 km)のクリングマンズ・ドーム道はニューファウンド・ギャップを過ぎた所から始まり、頂上の300フィート (91 m)下に、山頂に続くフォーニー・リッジ駐車場がある。半マイル(0.8 km)の舗装道路が駐車場から頂上にある54-フート (16 m)の展望台まで続く。短いが急勾配の坂の前にグレート・スモーキー山脈協会による小さな観光案内所と売店の他、ゴミ箱やベンチが設置されている。また汲み取り式トイレもある。アパラチア山脈の環境に適さない植物もあり、トウヒモミの森林を抜けると、落葉樹や枯れたフレイザー・モミがある。展望台は360度パノラマで、時々晴れて山の周りを一望できる。展望台の手摺りには看板が付いており山頂、尾根、町、その他特徴的場所を指し示している。靄のかかり具合によって視界が異なり、靄が濃い日は20マイル (32 km)、とてもよく晴れた日には100マイル (160 km)まで見ることができる。
アパラチアン・トレイルはクリングマンズ・ドームを通り、すぐに北の展望台に届く。7.5-マイル (12.1 km)のトレイルがニューファウンド・ギャップに続いており、冬季に閉鎖される山に続く夜間通行止めの道路がある。未開の施設がゴシェン・プロング交差点の2.6マイル (4.2 km)西のダブル・スプリング・ギャップ・シェルターにあり、シュガーランド・マウンテン・トレイル交差点の西4マイル (6.4 km)にマウント・コリンズ・シェルターがある。クリングマンズ・ドームはフォーニー・リッジ・トレイル(アンドリューズ・ボールド山へ向かう)やフォーニー・クリーク・トレイル(フォンタナ湖沿岸のベントン・マッケイ・トレイルへ向かう)などいくつかのハイキング・トレイルの拠点にもなっている。
グレート・スモーキー山脈とノースカロライナ州のアウターバンクスを結ぶマウンテンズ・トゥ・シー・トレイルの西の終点はクリングマンズ・ドームの頂上にある。フォーク・リッジ・トレイルを経由してブルー・リッジ・パークウェイに向かって下り始めるアパラチアン・トレイルの3.8マイル (6.1 km)西にある。

## 墜落事故(1946年)
1946年6月12日早朝、B-29機がクリングマンズ・ドーム頂上近くに墜落し、乗員12人全てが死亡した。